# Locat'Me
 (juillet 2025).
Locat'Me est un site de rencontres entre locataires et propriétaires à la différence des sites de location d'appartements entre particuliers.

## Historique
Le site est lancé le 23 juillet 2013. Locat'Me a développé un algorithme de matching : ce n’est plus au locataire de contacter les propriétaires d'appartements qui l’intéressent, mais aux propriétaires de contacter les locataires qui leur paraissent les plus fiables. Ce système appelé Loc'affinity calcule ainsi le niveau d’affinité entre le locataire et le propriétaire.

## Modèle économique
Comme la plupart des sites de location entre particuliers, Locat'Me met en relation gratuitement les personnes proposant et recherchant une location immobilière.

## Levées de fonds
En mai 2016, Locat'Me, site d'annonce immobilière en ligne, a annoncé une levée d'un million d'euros auprès de l'assureur mutualiste Maif, signant sa seconde levée de fonds depuis sa création en juillet 2013. La première levée de fonds a quant à elle été réalisée en 2014 auprès de business angels.